# Богданович, Райко
Райко Богданович (род. 15 ноября 1931) — боснийский шахматист, международный мастер (1963).
Многократный участник чемпионатов Югославии. Лучшее достижение — делёж 2-го места в чемпионате 1967 года (совместно с Э. Букичем, Б. Ивковым, А. Матановичем и Д. Чиричем).
В составе клуба «Торпедо» (г. Сараево) участник 2-го командного чемпионата Югославии (1947) в г. Загребе.
В составе сборной Югославии участник следующих соревнований:
- 2 чемпионата мира среди студентов (1955 и 1958). В 1955 году команда Югославии заняла 2-е место.
- Матч СССР — Югославия 1967 года в г. Будве[3][4].

По состоянию на октябрь 2021 года не входил в число активных боснийских шахматистов и занимал 91-ю позицию в национальном рейтинг-листе.

## Изменения рейтинга
| Графики недоступны из-за технических проблем. См. информацию на Фабрикаторе и на mediawiki.org. |